# Svein Arne Hansen
Svein Arne Hansen (ur. 6 maja 1946 w Bygdøy, zm. 20 czerwca 2020 w Oslo) – norweski działacz sportowy, w latach 2015–2020 prezydent European Athletics.
Od 1985 do 2009 roku był dyrektorem mityngu Bislett Games. W okresie od 1998 do 2006 roku był przewodniczącym stowarzyszenia skupiającego organizatorów największych mityngów lekkoatletycznych w Europie. W roku 2003 został wybrany prezesem Norges Friidrettsforbund. Funkcję tę pełnił do 2015 roku. Od 2007 do 2011 był wiceprezydentem European Athletics. Wiosną 2015 został wybrany prezydentem European Athletics, a cztery lata później z powodzeniem ubiegał się o reelekcję. 
W marcu 2020 roku doznał udaru, a zmarł w czerwcu tego roku w szpitalu w Oslo. 